# Фердинанд Австрійський і Астурійський
Фердинанд Австрійський (4 грудня 1571 — 18 жовтня 1578) — старший син іспанського короля Філіпа II і його четвертої дружини, Анни.

## Життєпис
31 травня 1573 отримав титул, принца Астурійського у монастирі Св. Єроніма, оскільки титул залишився вакантним після смерті його зведеного брата Карлоса який помер в 1568 році. Фердинанд помер у віці 6 років, новим принцом Астурійським став його брат Дієго.